# ژرژ لاگوژ
ژرژ لاگوژ (فرانسوی: Georges Lagouge‎; ۵ نوامبر ۱۸۹۳ – ۸ سپتامبر ۱۹۷۰) ژیمناست هنری اهل فرانسه بود.